# Cam (film)
Pour plus de détails, voir Fiche technique et Distribution.
Cam est un thriller américain réalisé par Daniel Goldhaber et écrit par Isa Mazzei (en), sorti en 2018. L'histoire est partiellement tirée de la propre expérience de la scénariste Isa Mazzei en tant que camgirl. 
Le film a été présenté pour la première fois au Fantasia International Film Festival le 18 juillet 2018 et est sorti le 16 novembre 2018 par Netflix.

## Synopsis
Quand son sosie s’empare de son compte, une effeuilleuse du Web entreprend d’identifier la mystérieuse coupable et de récupérer son identité.

## Distribution
- Madeline Brewer : Alice Ackerman / Lola_Lola
- Patch Darragh : Tinker
- Melora Walters : Lynne Ackerman
- Devin Druid : Jordan Ackerman
- Imani Hakim : Hannah Darin / Baby
- Michael Dempsey : Barney
- Flora Diaz : Fox
- Samantha Robinson : Princess_X
- Jessica Parker Kennedy : Katie
- Quei Tann : LuckyDuck

## Production
La scénariste Isa Mazzei (en), elle-même une ancienne cam girl, voulait à l'origine créer un film documentaire sur les cam girls. Après réflexion, elle décide de le présenter sous forme de thriller afin de plus percuter le public et ainsi mieux faire comprendre cette activité.
Une grande partie de l'histoire est tirée de sa propre expérience en tant que cam girl. Le fait que Lola se soit fait voler son image vient du fait qu'Isa Mazzei ait elle-même été piratée subissant un vol de son contenu vidéo, qui fut par la suite diffusé sans crédits. Les interactions d’Alice avec les officiers de police sont également tirées de l’expérience de Mazzei mais aussi d’autres travailleurs du sexe ayant été jugés lorsqu'ils ont demandé de l'aide.